# JKT48
JKT48 – indonezyjska grupa idolek stworzona przez Yasushiego Akimoto. Jest to pierwsza siostrzana zagraniczna grupa AKB48. JKT48 ma swój własny teatr, który znajduje się na czwartym piętrze fX Sudirman w Dżakarcie. Obecnie mają podpisany kontrakt z wytwórnią HITS Records.
Powstanie grupy oficjalnie zapowiedziano we wrześniu 2011 roku podczas eventu „handshake” do singla Flying Get w Chibie. Choć JKT48 nie ogranicza członkostwa względem narodowości, ubiegające się muszą być mieszkańcami Indonezji.

## Członkinie
Z dniem 30 lipca 2018 grupa składa się z 64 członkiń podzielonych na kilka zespołów: Team J z 15 członkami, Team KIII z 16 członkami, Team T z 15 członkami. Osobną grupą są dziewczyny, które nie zostały awansowane do oficjalnych zespołów (18 członkiń); w kwietniu 2018 roku powstał program szkoleniowy dla członkiń „Trainee” – „JKT48 Academy”, w którym członkinie zostały podzielone na dwie klasy: A i B.
Zespoły: Team J, Team KIII, Team T.

## Dyskografia
Źródło:

### Single
- RIVER (2013)
- Yuuhi wo Miteiruka? – Apakah Kau Melihat Mentari Senja? (2013)
- Fortune Cookie in Love – Fortune Cookie Yang Mencinta (2013)
- Manatsu no Sounds Good! – Musim Panas Sounds Good! (2013)
- Flying Get (2014)
- Gingham Check (2014)
- Papan Penanda Isi Hati – Message on a Placard (2014)
- Angin Sedang Berhembus ~ The Wind is Blowing (2014)
- Pareo adalah Emerald ~ Pareo wa Emerald (2015)
- Refrain Penuh Harapan – Refrain Full of Hope (2015)
- Halloween Night (26.08.2015)
- Beginner (2016)
- Mae Shika Mukanee – Hanya Lihat Depan (2016)
- Love Trip (2016)
- Luar Biasa – Saikou Kayo (2016)
- So Long! (2017)
- Kesimpulan yang Sedikit Membuatku Malu setelah Beberapa Hari Berpikir akan Berubah Seperti Apakah Hubungan Kita jika di Jalan Penuh Pohon Rindang Kukatakan "Indahnya Senyum Manismu dalam Mimpiku" (2017)
- Dirimu Melody (2018)
- Everyday, Katyusha/UZA (2018)
- High Tension (2019)
- Rapsodi (2020)
- Darashinai Aishikata (Cara Ceroboh Untuk Mencinta) (2021)

### Albumy z coverami
- Heavy Rotation (16.02.2013)
- Mahagita (23.03.2016)
- JKT48 Festival Greatest Hits (22.02.2017)
- B•E•L•I•E•V•E (2017)